# Jylhä
Jylhä — одинадцятий студійний альбом фінського фольк-метал-гурту Korpiklaani. Реліз відбувся 5 лютого 2021 лейблом Nuclear Blast.

## Список композицій
| #        | Назва                               | Тривалість |
| -------- | ----------------------------------- | ---------- |
| 1.       | «Verikoira» (Bloodhound)            | 6:19       |
| 2.       | «Niemi» (Peninsula)                 | 3:42       |
| 3.       | «Leväluhta»                         | 3:50       |
| 4.       | «Mylly» (Mill)                      | 4:43       |
| 5.       | «Tuuleton» (Windless)               | 5:50       |
| 6.       | «Sanaton maa» (Speechless Land)     | 4:29       |
| 7.       | «Kiuru» (Skylark)                   | 5:26       |
| 8.       | «Miero» (Homelessness / Beggarhood) | 4:21       |
| 9.       | «Pohja» (The Bottom)                | 4:28       |
| 10.      | «Huolettomat» (The Carefree Ones)   | 4:16       |
| 11.      | «Anolan aukeat» (Anola's Opening)   | 3:05       |
| 12.      | «Pidot» (Feast)                     | 3:47       |
| 13.      | «Juuret» (Roots)                    | 6:19       |
| 01:00:35 |                                     |            |

## Учасники запису
- Йонне Ярвеля — вокал, електрогітара, акустична гітара
- Калле "Кейн" Савіярві — гітари
- Яркко Аалтонен — бас-гітара
- Самулі Мікконен — ударні
- Самі Перттула — акордеон
- Туомас Роунакарі — скрипка

## Чарти
| Чарт (2021)          | Місце |
| -------------------- | ----- |
| Finnish Albums Chart | 6     |
| German Albums Chart  | 61    |
| Swiss Albums Chart   | 29    |